# 神栄テストマシナリー
神栄テストマシナリー株式会社（しんえいテストマシナリー、英: SHINYEI TESTING MACHINERY CO., LTD. ）は、茨城県つくば市に本社を置き、衝撃試験機、落下試験機、加速度計測機器、鉄道用測定器などを開発製造している試験機メーカーである。2019年10月、神栄テクノロジー株式会社に吸収合併した。

## 会社概要
製品単体の耐衝撃性を評価する機械的衝撃試験装置、包装設計評価のための落下試験機と加速度計測システムなどを製造販売している。元々は1946年に合資会社吉田精機製作所として設立、1950年に吉田精機株式会社として改組され、2001年に神栄株式会社グループの傘下に入り、2015年に神栄テストマシナリー株式会社として設立し、吉田精機株式会社の事業を継承した。

## 事業所
- 本社 ： 茨城県つくば市